# Майдан (Юринський район)
Майда́н (рос. Майдан, марій. Майдан) — присілок у складі Юринського району Марій Ел, Росія. Входить до складу Биковського сільського поселення.

## Населення
Населення — 137 осіб (2010; 198 у 2002).
Національний склад (станом на 2002 рік):
- росіяни — 96 %